# テレビ日経おとなのOFF
テレビ日経おとなのOFF（テレビ・にっけい・おとなの・おふ）は、2013年10月7日よりBSジャパンで放送されている情報番組。毎週日曜22:00-23:00放送。
日経BP発行の雑誌「日経おとなのOFF」とのメディアミックス番組である。この番組では、日々忙しく過ごしているビジネスマンに、心の充電となるような上質のオフを過ごしてもらうために、旅行、グルメ、趣味など、余暇の過ごし方に関する情報を提供する。
2016年3月27日放送終了。

## 出演
- 知花くらら（2014年10月よりMC）[2]
- 川原亜矢子（2014年9月まで司会）

## 歴代の放送日時
- 2013年10月7日-2014年9月29日　月曜22:54-23:54
- 2014年10月6日-2015年3月30日　月曜23:00-24:00